# Walliser Kantonalbank

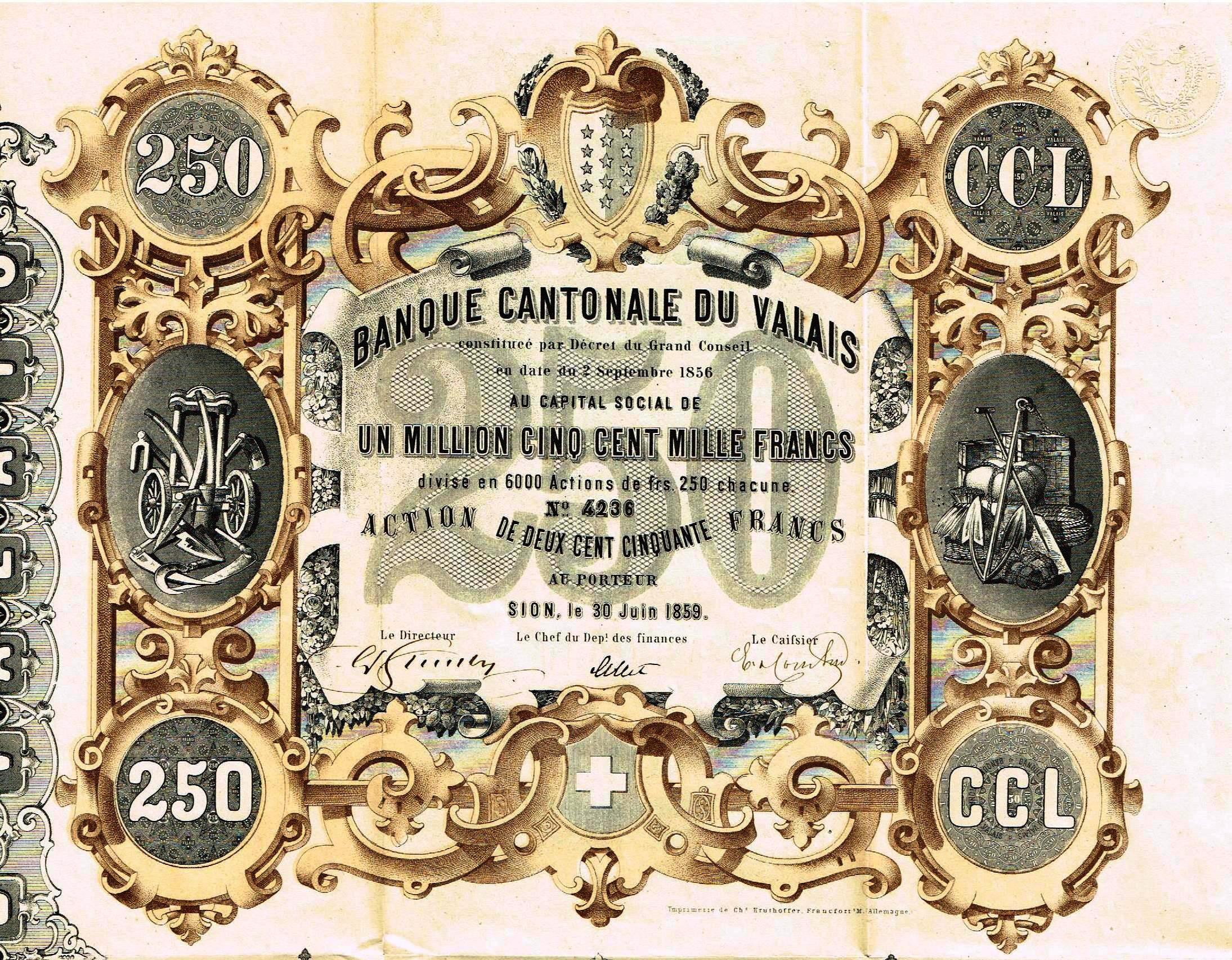
Aktie über 250 Franken der Banque Cantonale du Valais vom 30. Juni 1859

Die Walliser Kantonalbank (WKB) ist eine an der Schweizer Börse notierte Schweizer Kantonalbank mit Sitz in Sitten im Kanton Wallis.
Sie ist Teil eines Netzwerks von 24 Kantonalbanken namens VSKB.

## Porträt der WKB
Die Walliser Kantonalbank (WKB) ist eine an der Schweizer Börse (SIX Swiss Exchange) kotierte öffentlich-rechtliche Aktiengesellschaft.

## Geschichte
Die Walliser Kantonalbank wurde 1917 gegründet. Als öffentliches Institut, das vollständig dem Kanton Wallis gehört, genoss sie bei ihrer Gründung die Garantie ihres einzigen Eigentümers für alle Verbindlichkeiten. 
Am 1. Januar 1993 wurde die Bank in eine öffentlich-rechtliche Aktiengesellschaft umgewandelt und damit ihr Aktienkapital dem Publikum zugänglich gemacht.
Im Jahr 2017 feierte die Bank ihr 100-jähriges Bestehen, ein von zahlreichen Veranstaltungen geprägtes Jubiläum.

## Geschäftsbereiche
Per 31. Dezember 2023 beschäftigt die Bank 563 Mitarbeitende und übt die Tätigkeiten einer Universalbank aus, die das Retail-Banking, die Vermögensverwaltung für private und institutionelle Kunden sowie das Corporate Banking umfasst. Sie verfügt über 35 Filialen, die über das gesamte Wallis verteilt sind, aufgeteilt in drei Regionen: Oberwallis, Mittelwallis und Unterwallis.